# Hademar Bankhofer (Moderator)
Hademar „Hadschi“ Bankhofer jun. (* 18. Oktober 1971 in Klosterneuburg bei Wien) ist ein österreichischer Moderator und Journalist. Er ist insbesondere bekannt durch seine Moderationen bei Radio Wien.

## Leben
Hadschi Bankhofer ist Sohn des Medizinjournalisten Hademar Bankhofer. Er besuchte Volksschule und Gymnasium in Klosterneuburg und absolvierte eine Lehre als Fotokaufmann.
Während der Zeit beim Bundesheer bewarb Bankhofer sich bei zahlreichen größeren Zeitungen und auch beim ORF, wo er nach einem Casting eine Chance als Redaktionsassistent beim Kinderradio von Radio Wien bekam. Bei Radio Wien lernte Bankhofer den bekannten österreichischen Radiostar Hary Raithofer kennen, der zu seinem Mentor wurde, ihm das „Handwerk“ Radio beibrachte und ihm schließlich den Künstlernamen „Hadschi Bankhofer“ verlieh, der ihm bis heute geblieben ist.
Hadschi Bankhofer ist seit 1992 täglich auf Radio Wien zu hören, wo er sich als „Rasender Reporter“ mit Live-Einstiegen meldet, die im Stil der klassischen ungeschnittenen Live-Radioreportage gehalten sind. Bankhofer ist dazu täglich zwischen 5 und 9 mit einem speziell ausgerüsteten Funkauto unterwegs. Von 1996 bis 1999 war er Ö3-Reporter.
In den Jahren 2000–2003 moderierte Bankhofer mehrere Sendungen auf ATV, darunter eine Talkshow namens Speed, die aufgrund der außergewöhnlichen und eher ironischen Moderation (Bankhofer nannte es eine Persiflage auf Talkshows) hohe Bekanntheit erreichte. Neben seiner Tätigkeit als Moderator sah man Hadschi Bankhofer immer wieder in kleinen Gastrollen in österreichischen TV-Serien (Kaisermühlen Blues, SOKO Donau, Splash!). Er ist Autor zweier Bücher.
Bankhofer moderiert außerdem seit 2017 in unregelmäßigen Abständen die ORF-Radiosendung Menschen im Gespräch, in der er herausragende Persönlichkeiten eine Stunde lang interviewt. Für das Radio Wien ist Bankhofer seit 2017 auch als Co-Moderator der Morgensendung Guten Morgen, Wien an der Seite von Leila Mahdavian und häufig auch als Verkehrsexperte auf Sendung. Im Sommer 2018 moderierte er zusätzlich die wissenschaftliche Radiosendung Grubers Universum mit Physiker Werner Gruber, im Rahmen des Gesundheitsmonats auf Radio Wien interviewte er im September 2018 zahlreiche Ärzte und Wissenschaftler zu medizinischen Themen.
Hadschi Bankhofer ist zum zweiten Mal verheiratet und hat vier Kinder (Florian, Letizia, Jana Theresa, Sophie Liselotte), davon zwei aus erster Ehe.

## Schriften
- Zusammen mit Björn Steinmetz Orac: Verführung im Internet, Orac, 2001, ISBN 3-7015-0433-4
- Günther Kager und Willy Zwerger (Herausgeber): Märchen für Groß und Klein, ISBN 3-901761-26-8 (Märchen von österreichischen Prominenten, u. a. von Hadschi Bankhofer)
- Zusammen mit Gerald Fleischhacker: Guten Morgen!, Herbig, 2004, ISBN 3-7766-2371-3
- Zusammen mit Gabriele André und Wolfgang André, tredition CLUB PRIVÉ CACHÉ - 45ER AUTOMATIC, tredition, 2022, ISBN 978-3-347-69701-0